# Emil von Durant (Politiker, 1799)
Emil Heinrich Erdmann Conrad Freiherr von Durant (Baron et Seigneur de Sénégas et Trevis) (* 29. November 1799 in Bobrek, Kreis Beuthen; † 6. Januar 1873 in Baranowitz, Kreis Rybnik) war ein deutscher Rittergutsbesitzer, Landrat und Politiker.

## Leben
Durant war der Sohn des Erb- und Gerichtsherren auf Bobrek Heinrich Freiherr von Durant und dessen Ehefrau Jeanette Luise Wilhelmine geborene von Czarnetzka, Erbherrin von Baranowitz. Die preußische Anerkennung des Freiherrenstandes datiert vom 2. November 1810. Durant, der evangelischer Konfession war, heiratete am 14. Juli 1836 in Falkenberg die katholische Charlotte Friederike Luise von Kalinowska-Hussinetz (* 29. Dezember 1814 in Hilbersdorf; † 23. Mai 1882 in Görlitz), die Tochter der Herren auf Hilbersdorf, Landrat Johann Nepomuk Carl Anton von Kalinowski-Hussinetz. Der Sohn Hans von Durant (1837–1907) wurde Mitglied des Preußischen Herrenhauses, hier als Vertreter des Fürstentum Ratibor. Der jüngere Sohn Emil von Durant (1839–1894) war Rittergutsbesitzer und Politiker. 
Durant studierte 1819 bis 1822 Rechtswissenschaften in Berlin. Er war Herr auf Baranowitz. Am 5. August 1834 wurde er zum Landrat des Kreises Rybnik ernannt. Seit der zweiten Hälfte der 1850er Jahre war die Regierung in Oppeln zunehmend unzufrieden mit seiner Amtsführung. 1859 ordnete das Ministerium eine besondere Geschäftsrevision an, die insbesondere die Verwendung der Notstandsgelder 1844 bis 1848 untersuchte. Zum 31. Dezember 1859 wurde er „wegen seiner geschwächten Gesundheit“ aus dem Staatsdienst mit Pension entlassen.

## Politik
Durant war 1848 bis 1873 Landesältester des Ratiborer Kreises und Präsident des Landwirtschaftlichen Vereins des Kreises Rybnik. Er gehörte dem Provinziallandtag der Provinz Schlesien an. 1847 war er Mitglied des Vereinigten Landtags. 1850 war er Mitglied im Volkshaus des Erfurter Unionsparlaments. 1850 bis 1852 und 1861 gehörte er der II. Preußischen Kammer bzw. dem Preußischen Abgeordnetenhaus an.
Er wurde mit dem Roten Adlerorden 4. Klasse ausgezeichnet.